# Міхалувек (Отвоцький повіт)
Міхалувек (пол. Michałówek) — село в Польщі, у гміні Вйонзовна Отвоцького повіту Мазовецького воєводства.
Населення — 95 осіб (2011).
У 1975-1998 роках село належало до Варшавського воєводства.

## Демографія
Демографічна структура станом на 31 березня 2011 року:
|          | Загалом | Допрацездатний вік | Працездатний вік | Постпрацездатний вік |
| -------- | ------- | ------------------ | ---------------- | -------------------- |
| Чоловіки | 48      | 17                 | 27               | 4                    |
| Жінки    | 47      | 13                 | 28               | 6                    |
| Разом    | 95      | 30                 | 55               | 10                   |